# L'Esbarjo
El Teatre Esbarjo és una sala d'espectacles situada al carrer Lluís Llibre de Cardedeu, (Vallès Oriental). La façana és obra de l'arquitecte Joaquim Raspall. Es va inaugurar l'any 1933 i des d'aleshores s'hi ha anat alternant teatre i cinema. És propietat de la parròquia. Des de 2008 i a partir d'una iniciativa ciutadana es va crear un conveni entre la regidoria de Cultura de l'Ajuntament de Cardedeu i l'empresa dels cinemes Verdi per fer-hi projeccions a l'estil dels d'aquests cinemes de Barcelona.

## Descripció
Teatre de planta única, de forma rectangular, en part adossat a la Rectoria per l'oest, amb façana lateral alineada al carrer de Cervantes i amb la façana principal orientada a migdia, separada de l'alineació del carrer de Lluís Llibre.
Cos de platea i cos d'escenari sobreaixecat, tots dos de planta rectangular i amb cobertes a dues vessants. El cos lateral està alineat al carrer i està compost per una coberta plana i la planta rectangular. El cos davanter té una menor alçada amb la coberta plana i la planta rectangular. Estructura de la nau de platea formada amb encavallades i corretges de fusta sota coberta de fibrociment a dues vessants. Façana principal composta en dos plans paral·lels a diferent alçada. Les pilastres del parament més alt es coronen amb quadre hídries en forma d'estrella de set puntes. El timpà del parament més baix acull el relleu d'una orla que emmarca la figura d'un Sagrat Cor de Jesús. El pati de butaques té un empostissat que sobresurt de la boca allindanada amb emmarcat motllurat. Cos de serveis de planta triangular, alineat al carrer de Cervantes. Escenari amb caixa sobreaixecada de la nau, amb teler i ponts de fusta. Vestidors de l'escenari que ocupen una part de la Rectoria a la qual està adossat. Vestíbul d'entrada i cabina de projecció a la façana de migdia. La sotacoberta de la nau principal no té accés.

## Història
El 29 de gener de 1933, el rector de Cardedeu, mossèn Lluís Puig va distribuir per la vila un fulletó demanant als habitants del poble la col·laboració per a la construcció d'un "Esbarjo infantil per instruir, recreant el vostres fills, educant-los i moralitzant-los". Anteriorment l'arquitecte Raspall havia redactat un projecte l'abril de 1932 anomenat "Cobertizo para Patronato Católico" el qual preveia exclusivament el que és actualment la nau de la sala de platea sense l'atri d'entrada i el cos de serveis triangular, actualment alineat al carrer de Cervantes. Aquest projecte va servir per demanar la llicència d'obres el 25 de setembre de 1933, es va construir immediatament i després d'encarregar les obres al constructor Adolf Agustí. El nou equipament va ser inaugurat el maig de 1934 com a cinema infantil i més tard com a teatre. Durant la Guerra Civil (1936-1939) va ser utilitzat com a escola pública, ja que va ser confiscat. El 1975 fou restaurat i acondicionat interiorment per a cinema i teatre.